# Léon Pawlak
Léon Pawlak (* 27. Januar 1906 in Recklinghausen; † 8. September 1977) war ein französischer Fußballspieler. Er stand in den 1930er-Jahren bei verschiedenen Vereinen unter Vertrag und erlebte die Anfangsjahre des Profifußballs in Frankreich mit.

## Karriere
Pawlak wurde in der westdeutschen Stadt Recklinghausen geboren und sein Name weist auf polnische Vorfahren hin, seine gesamte Laufbahn als Fußballspieler verbrachte er jedoch in Frankreich, dessen Staatsbürger er auch war. Einen ähnlichen Hintergrund haben mehrere Spieler seiner Generation, wie unter anderem Stefan Dembicki, der als Kind polnischer Eltern im Ruhrgebiet geboren wurde und in seiner Jugend nach Frankreich kam. Léon Pawlak war 26 Jahre alt, als 1932 mit der Division 1 eine frankreichweite erste Liga eingeführt wurde; diese unterstand Profibedingungen und begründete somit den Berufsfußball in Frankreich. Während der Saison 1932/33 stand der Mittelfeldspieler bei Red Star Olympique unter Vertrag und zählte damit zu den Mitbegründern der Liga. Der ab 1933 stets eingleisig ausgetragene Wettbewerb war im Premierenjahr noch in zwei Staffeln à 10 Mannschaften aufgeteilt, wobei Red Star in der Gruppe B trotz eines deutlich positiven Torverhältnisses nur den achten Tabellenplatz belegte und damit abstieg. Der Verein aus Saint-Ouen in der Umgebung von Paris musste somit den Gang in die neu eingeführte Division 2 antreten, Pawlak schloss sich allerdings dem ebenfalls zweitklassig spielenden RC Calais an. Mit Calais belegte er in der Spielzeit 1933/34 den letzten Rang in der Nordgruppe der Division 2, jedoch durfte die Mannschaft in der Liga verbleiben.
Trotz des schlechten Abschneidens seiner Mannschaft konnte Pawlak 1934 den Erstligaaufsteiger Racing Straßburg von sich überzeugen und wurde von diesem verpflichtet. Bei Straßburg erkämpfte er sich einen festen Stammplatz und war Teil einer überraschend starken Mannschaft, die am Ende der Saison 1934/35 mit knappem Rückstand auf den FC Sochaux den zweiten Tabellenplatz belegte und somit Vizemeister wurde. Nach diesem Erfolg wechselte er nochmals den Verein und unterschrieb beim Ligarivalen AS Cannes. Mit den Südfranzosen belegte er im darauffolgenden Jahr den fünften Rang. Mit dem Wechsel zu Stade Reims kehrte der inzwischen 30 Jahre alte Spieler 1936 in die zweite Liga zurück. In Reims war er lediglich für die Dauer der Spielzeit 1936/37 Teil der Mannschaft. Somit hatte Pawlak in den ersten fünf Jahren des französischen Profifußballs bei fünf verschiedenen Klubs unter Vertrag gestanden.